# 王楚
王楚（1933年8月—2010年9月9日），男，江苏无锡人，中国无线电物理和量子电子学家，曾任北京大学教授、博士生导师。